# Burhanuddin
Borhanuddin è un sottodistretto (upazila) del Bangladesh situato nel distretto di Bhola, divisione di Barisal. Si estende su una superficie di 284,67 km² e conta una popolazione di 208.478 abitanti (dato censimento 1991).